# Machimus angustifrons
Machimus angustifrons är en tvåvingeart som först beskrevs av Friedrich Hermann Loew 1849.  Machimus angustifrons ingår i släktet Machimus och familjen rovflugor. Inga underarter finns listade i Catalogue of Life.